# O anchetă
O anchetă (în poloneză Linia) este un film dramatic polonez din 1975, regizat de Kazimierz Kutz⁠(d) după un scenariu inspirat din romanul Linia (1971) al lui Jerzy Wawrzak⁠(d).

## Rezumat
Tânărul activist Michał Górczyn, prim-secretarul Comitetului Powiatului al Partidului Muncitoresc Unit Polonez, este un om cinstit și intransigent, care stabilește standarde înalte în activitatea administrativă și intră din acest motiv în conflict cu funcționarii corupți de la conducerea powiatului. Nereușind să-l atragă de partea lor, conducătorii politici locali decid să-l înlăture: ei îl reclamă la Comisia de control a partidului și îl denigrează în presă. Situația lui Górczyn este complicată de faptul că, deși căsătorit, întreține o relație de dragoste cu tânăra doctoriță Katarzyna Bukowska. Supus presiunilor, Górczyn se pregătește să-și înainteze demisia din funcție, dar o rupe în cele din urmă în prezența președintelui Comisiei de Control a partidului.

## Distribuție
- Czesław Jaroszyński⁠(d) — Michał Górczyn, prim-secretar al Comitetului Powiatului al Partidului Muncitoresc Unit Polonez
- Stanisław Igar⁠(d) — Stanisław Juzała, președintele Comisiei de Control a partidului
- Joanna Bogacka⁠(d) — dr. Katarzyna Bukowska, amanta lui Górczyn
- Kazimierz Iwiński⁠(d) — Cendrowski, primarul orașului
- Leonard Pietraszak⁠(d) — Stefan Walicki, jurnalist la Gazeta Robotnicza
- Jerzy Block⁠(d) — un bărbat în vârstă îndrumat de Górczyn
- Jerzy Fitio — recepționerul de la hotel
- Wanda Grzeczkowska — Zosia, secretara lui Górczyn
- Julian Jabczyński⁠(d) — dr. Jerzy Bukowski, tatăl Katarzynei (menționat Juliusz Jabczyński)
- Włodzimierz Kwaskowski⁠(d) — inspectorul Brzeziński
- Irena Lasnowska
- Teresa Lipowska⁠(d) — Elżbieta Górczynowa, soția lui Górczyn
- Michał Żarnecki⁠(d) — Bienias, tovarășul însărcinat cu probleme organizatorice
- Irena Andrzejak (nemenționată)
- Zbigniew Bogdański⁠(d) — Szewczyk, directorul uzinei „Zwoltex” (nemenționat)
- Kazimierz Borowiec⁠(d) — prietenul lui Górczyn (nemenționat)
- Józef Grzeszczak — muncitor de la drumuri (nemenționat)
- Irena Malkiewicz⁠(d) — mama Katarzynei (nemenționată)
- Włodzimierz Miklasiński — un bărbat care vorbește cu Juzała (nemenționat)
- Czesław Przybyła⁠(d) (nemenționat)
- Jerzy Siwy⁠(d) — tovarășul Grzelak (nemenționat)

## Producție
Filmul a fost produs de compania Przedsiębiorstwo Realizacji Filmów Zespoły Filmowe⁠(pl)[traduceți]. Filmările au avut loc în orășelul Warta (Piața, stația de autobuz de pe ul. Cielecka, Spitalul Provincial de Psihiatrie de pe ul. Sieradzka nr. 3, albia veche a râului Warta și podul vechi de lemn) și în orașele Sieradz (ul. Kolegiacka) și Zduńska Wola (uzina „Zwoltex”), toate trei din voievodatul Łódź.

## Premii
O anchetă a fost nominalizat în anul 1975 la Premiul „Leul de la Gdańsk” (Lwy Gdańskie) pentru cel mai bun film la Festivalul Filmului Polonez de la Gdańsk și a obținut doar Premiul pentru muzică (acordat lui Wojciech Kilar⁠(d)).